# Christoph Scheibler

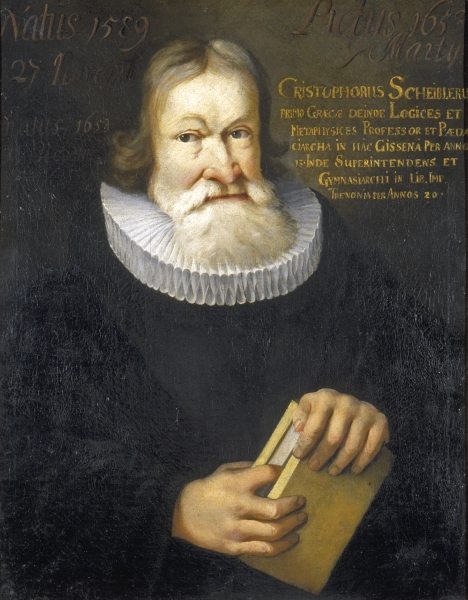
Christoph Scheibler

Christoph Scheibler (* 6. Dezember 1589 in Armsfeld bei Bad Wildungen; † 10. November 1653 in Dortmund) war ein deutscher Philosoph und lutherischer Theologe, klassischer Philologe und Metaphysiker.

## Leben
Christoph Scheiblers Vater war der lutherische Prediger und Magister Johannes Scheibler (* 2. November 1553 in Gmünden; † 31. Oktober 1597 in Armsfeld) aus Gemünden an der Wohra und dessen zweite Frau Elisabeth Schmandt (* Gmünden; † 29. Oktober 1597 in Armsfeld). Christophs Eltern verstarben 1597 an der Pest. Betuchte Verwandte in Gemünden nahmen das Waisenkind auf. Schon frühzeitig verriet er eine außergewöhnliche Begabung. Nach dem Besuch des Marburger Pädagogiums hörte Christoph Scheibler ab 1603 in Marburg philosophische, philologische und theologische Vorlesungen. 1606 setzte er seine Studien in Gießen fort, wo er am 8. Oktober 1607 als Schüler von Nicolaus Braun und Caspar Fink bei der ersten Gießener Magisterpromotion im Beisein des Universitätsgründers, Landgraf Ludwig V., die philosophische Magisterwürde erlangte. Scheiblers Liber sententiarum, begründete seinen wissenschaftlichen frühen Ruhm. Philosophische Kernsätze werden hier erläutert, es stehen die Gegenstände der Metaphysik im Vordergrund.
Seit 1610 war er in Gießen als Professor für Logik und Metaphysik tätig. In Gießen beteiligte er sich auch an den organisatorischen Aufgaben der Hochschule und war 1617 Rektor der Alma Mater. Am 25. Mai 1624 vollzog der Graduierte der ersten Gießener Magisterpromotion die letzte Gießener Magisterpromotion vor der ersten Aufhebung der Universität. Danach siedelte er nach Marburg um und wurde Professor für Theologie. 1625 wurde Christoph Scheibler in Dortmund zum Superintendent und Leiter des Archigymnasiums berufen. Während dieser Lehrtätigkeit setzte er sich intensiv mit dem Katholizismus auseinander und trat als Fürsprecher der Lutheraner in theologischen Aufgaben hervor.
Der Wissenschaftler Christoph Scheibler wurde durch seine von der aristotelischen Schulphilosophie ausgehende selbständige Darlegung der Metaphysik bekannt. 1617 erschien sein wichtigstes Werk, das zweibändige von Jakob Martini stark beeinflusste Opus metaphysicum. Er stellte darin die Metaphysik gegensätzlich zu den Wittenberger Theologen dar, die diese als reine Seinslehre auffassten. Im Gegensatz zu diesen ergänzte er die Metaphysik um theologische Begrifflichkeiten wie Gott, Engel und Seele.

## Familie
Christoph Scheibler, ein Ahnherr der später im Raum Monschau und Krefeld renommierten Tuchfabrikantenfamilie Scheibler, war zwei Mal verheiratet. Seine erste Ehe schloss er am 26. März 1611 mit Ursula Rossbecher (* 11. Juli 1588 in Speyer; † 20. Dezember 1632 in Dortmund), die Tochter des Kaufmanns in Speyer Moritz Rossbecher und dessen Frau Katharina geb. Bien. Seine zweite Ehe ging er am 30. November 1633 mit Katharina Nies (* 19. März 1585 in Dortmund; † 18. April 1669), die Witwe des Juristen N.N. Freitag, Tochter des Kaufmanns in Dortmund Johannes Nies und der Klara geb. Broes, ein. Aus erster Ehe stammen Kinder. Von diesen kennt man:
1. Sohn Johann Christoph Scheibler (~ 19. Januar 1612 in Gießen; † 17. Oktober 1660 in Lütgendortmund) wurde Magister der Philosophie, 1638 Pfarrer in Lütgendortmund, ⚭ 21. Juni 1639 mit Margaretha Nies (* Dortmund; † 1706), Tochter des Dortmunder Bürgers Dietmar Nies.
2. Sohn Peter Arnold Scheibler (~ 16. Mai 1613 in Gießen; □ 25. September 1687 in Dortmund) wurde Magister der Philosophie, 1639 Archidiakon und 1644 Pfarrer St. Reinholdi in Dortmund, ⚭ 17. Januar 1640 in Dortmund mit Klara Nies († 21. Februar 1679 in Dortmund)
3. Katharina Elisabeth Scheibler (* 30. März 1615 in Gießen; † 11. Mai 1616 ebend)
4. Tochter Barbara Katharina Scheibler (* 13. Juni 1617 in Gießen; ) ⚭ 1634 mit dem Professor der Physik in Marburg Johann Konrad Schragmüller (* 1605 in Grünberg; † 10. März 1675 in Speyer)
5. Sohn Johann Gottfried Scheibler (* 7. Juli 1619 in Gießen; † 19. Mai 1620 ebenda)
6. Sohn Johann Hartmann Scheibler (* 23. April 1622 in Gießen; † 18. Mai 1633 ebenda)
7. Tochter Anna Katharina Scheibler (* 26. Oktober 1624 in Gießen; † 23. August 1636 in Dortmund)
8. Sohn Johannes Scheibler (1628–1689),
9. Johannes Melchior Scheibler (* 22. Juli 1631 in Dortmund; † 5. August 1631 ebenda)

Ein Großteil seiner Enkel und Urenkel schlugen ebenfalls eine theologische Laufbahnen ein.

## Werke (Auswahl)
- GlaubensProbe/ Welches Der rechte Uhralte Christliche Catholische Glaube Und Religion sey? : Darinnen gründlich erwiesen/ Daß die Papisten/ in den Streitigen Puncten, denselben Uhralten Glauben/ welchen Christus/ seine Propheten/ Aposteln und Evangelisten gelehret/ nicht haben ... ; Wie auch insonderheit/ zwey Cöllnische Scribenten, Hermannus Fley/ genandt Stangenfoll/ Rector daselbst: Und Reinerus Mercator, widerleget werden / Durch Christophorum Scheiblerum, Bey des H. Reichs Stadt Dortmund Superintendenten. Nach dessen seligen Absterben herauß gegeben/ und von einigen Liebhabern der Warheit verlegt worden, 1683
- Philosophia compendiosa : exhibens 1. logicæ, 2. metaphysicæ, 3. physicæ, 4. geometriæ, 5. astronomiæ, 6. opticæ, 7. ethicæ, 8. politicæ & 9. oeconomicæ compendium methodicum, 1671
- Metaphysica dvobvs libris universum bujus scientiæ systema comprehendens : opus, tvm omnium facultatum tùm inprimis philosophiæ & theologiæ studiosis utile & necessarium / Christophori Scheibleri, antehac in academia Giessena professoris, 1655
- Liber commentariorum topicorvm, hoc est, De locis sive argumemtis logicis : additi sunt duo indices, alter capitum, generalium titulorum, & quæstionum, in initio, alter rerum in fine, 1653
- Antehac in Academia Gissena professoris, et pædagogiarchæ, nunc tremoniæ in ecclesia superintendentis, e in gymnasio rectoris metaphysica, 1637
- Metaphysica duobus libris universum huius scientiae systema comprehendens, 1636
- Opus metaphysicum, 1617
- Introductio logicae, 1618
- Epitome logica, 1624
- Liber Sententiarum, 1624
- Liber de anima, 1627